# Carrie Hamilton
Carrie Louise Hamilton, född 5 december 1963 i New York, död 20 januari 2002 i Los Angeles, var en amerikansk skådespelare och sångare. Hon är bland annat känd för rollen som Reggie Higgins i TV-serien Fame.
Carrie Hamilton var dotter till TV-producenten Joe Hamilton och skådespelaren Carol Burnett.